# Trachylepis polytropis
Trachylepis polytropis (тропічна мабуя) — вид сцинкоподібних ящірок родини сцинкових (Scincidae). Мешкає в Центральній Африці.

## Поширення і екологія
Тропічні мабуї мешкають на південному сході Нігерії, в Камеруні, Республіці Конго, Демократичній Республіці Конго і Габоні. Вони живуть у вологих тропічних лісах, трапляються на плантаціях та на околицях поселень. Живляться комахами і павуками.